# Catalaans modernisme

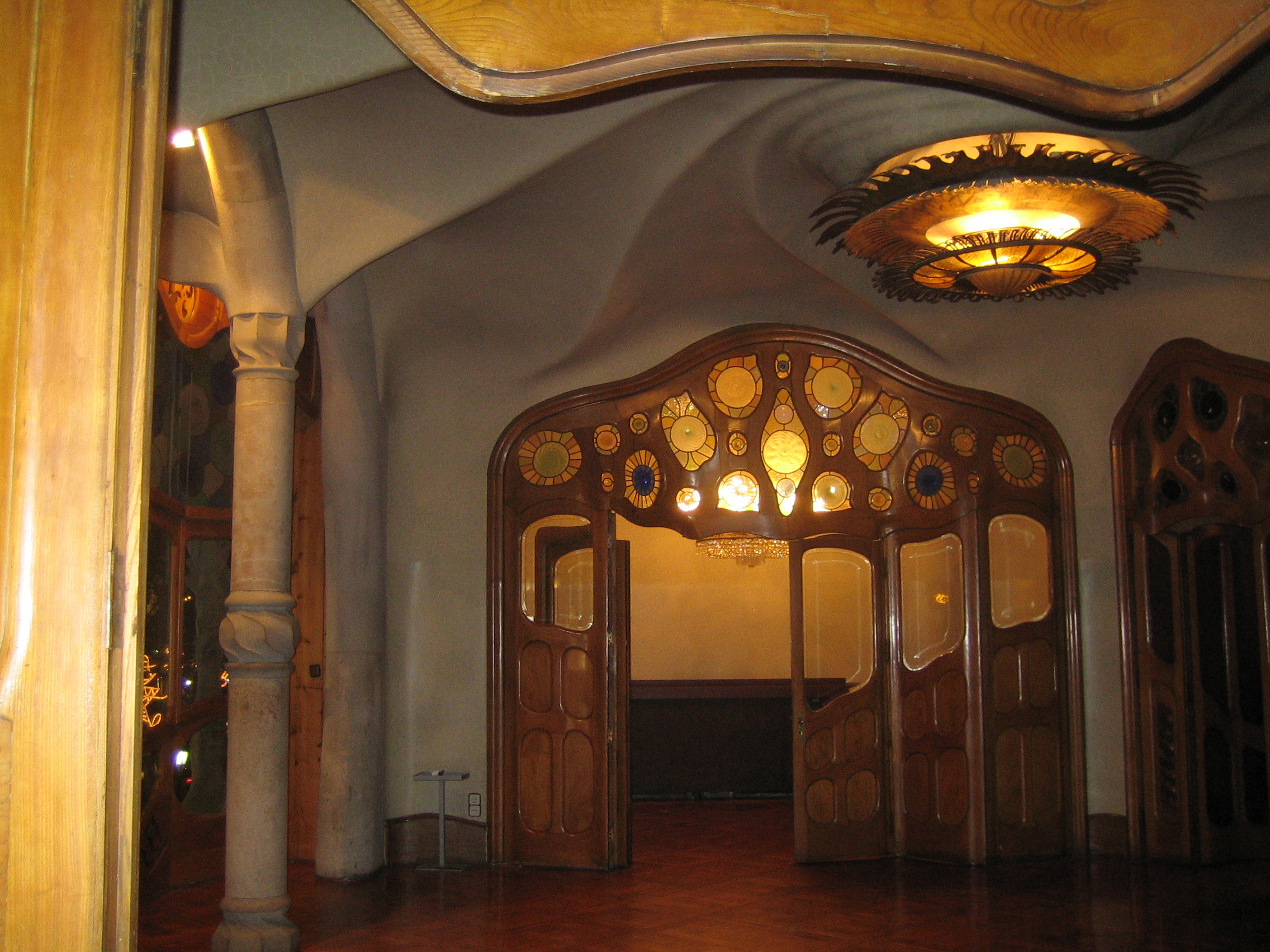
Het Casa Batlló van Antoni Gaudí, interieur

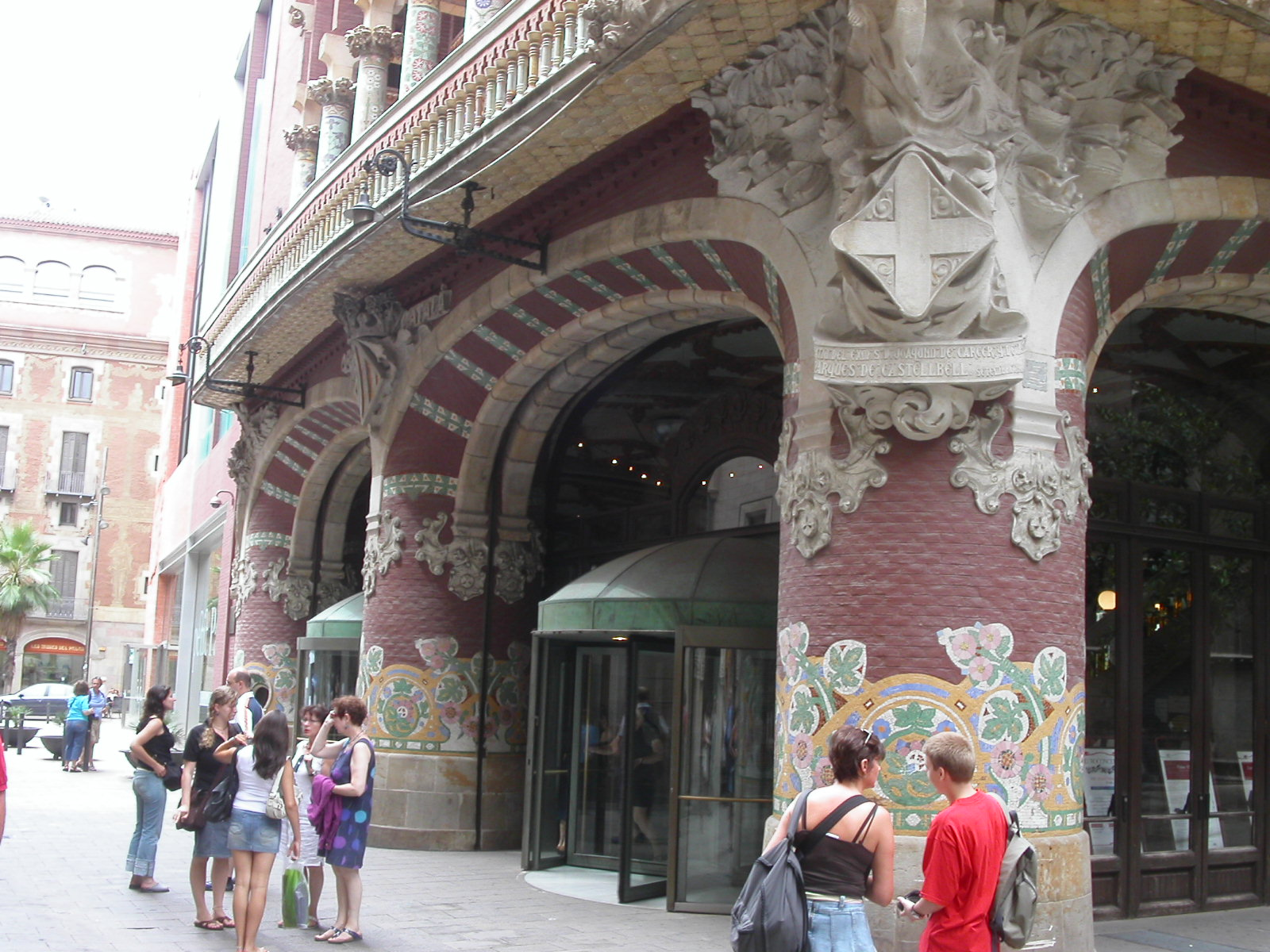
Het Palau de la Música Catalana van Lluís Domènech i Montaner, hoofdingang

Het Catalaans modernisme (Catalaans: Modernisme català, Spaans: Modernismo catalán) was de Catalaanse variant van de kunststroming art nouveau / jugendstil. Het Catalaanse modernisme heeft een zware stempel gedrukt op de stad Barcelona. De bekendste exponent van deze kunststroming is de architect Antoni Gaudí.
De kunststroming, van circa 1880 tot 1911, wordt gekenmerkt door het gebruik van gebogen (in plaats van rechte) lijnen, asymmetrie en veelvuldig gebruik van organische elementen ontleend aan de natuur, gecombineerd met rijke decoratie en detaillering.
Het Catalaanse modernisme omvatte naast architectuur ook literatuur, muziek, theater en beeldende kunst. Het was een reactie van de intellectuele avant-garde op het traditionalisme, de burgerlijkheid en de romantiek die tot die tijd de Catalaanse kunst hadden overheerst. Het Catalaans modernisme ging hand in hand met het in die tijd opkomende Catalaans nationalisme, dat erkenning zocht van de Catalaanse cultuur als gelijk aan de Spaanse, een ook Catalaanse politieke autonomie of zelfs onafhankelijkheid van Spanje nastreefde.
De kunststroming kwam naar de voorgrond tijdens de Wereldtentoonstelling van 1888 in Barcelona en beleefde zijn hoogtepunt rond de eeuwwisseling. Rond 1910 was het allang niet meer avant-garde, maar algemeen geaccepteerd geworden door de middenklasse. In het Catalaans nationalisme had ook een verburgerlijking en ruk naar rechts plaatsgevonden. Kunstenaars van een tegenbeweging, het classicistische noucentisme, begonnen het Catalaanse modernisme als burgerlijk te betitelen en er afstand van te nemen; de kunststroming raakte daarna snel uit de mode.
Het Catalaanse modernisme bleef echter wel invloed uitoefenen op latere kunstenaars, vooral in de jaren dertig van de 20e eeuw, zoals de kubist Pablo Picasso, de surrealisten Josep Vicent Foix en Salvador Dalí en de futurist Joan-Salvat Papasseit.
Enkele belangrijke kunstenaars binnen het Catalaanse modernisme waren:
- de architecten Antoni Gaudí, Lluís Domènech i Montaner, Josep Puig i Cadafalch, Lluís Muncunill i Parellada en Josep Maria Jujol;
- de dichter Joan Maragall;
- de kunstschilder en schrijver Santiago Rusiñol;
- de kunstschilders Ramon Casas i Carbó en Lluïsa Vidal;
- de schrijver Gabriel Alomar.